# Communauté de communes du Beaufortain
Die Communauté de communes du Beaufortain, auch Confluences genannt, ist ein ehemaliger  französischer Gemeindeverband mit der Rechtsform einer Communauté de communes im Département Savoie, dessen Verwaltungssitz sich in dem Ort Beaufort befand.
Der Gemeindeverband bestand aus vier Gemeinden auf einer Fläche von 266,7 km2. Er umfasste das gesamte Doron-Tal, ein alpines Hochtal im Inneren des namensgebenden Beaufortain-Massivs in den nördlichen französischen Alpen.

## Aufgaben
Zu den vorgeschriebenen Kompetenzen gehörten die Entwicklung und Förderung wirtschaftlicher Aktivitäten und des Tourismus. Als Mitglied im Syndicat Arlysère, das auch die Nachbarverbände umfasste, bestimmte der Gemeindeverband die Raumplanung auf Basis eines Schéma de Cohérence Territoriale. Er betrieb außerdem die Straßenmeisterei, die Rettungsdienste, die Abwasserentsorgung und die Müllabfuhr und -entsorgung und trug den Unterhalt von Schlachthöfen und Großmärkten. Sport- und Kulturveranstaltungen wurden ebenfalls unterstützt.

## Historische Entwicklung
Die Zusammenarbeit zwischen den vier Gemeinden des Doron-Tals begann 1960 mit einem Zweckverband zur Schneeräumung. 1971 entstand daraus ein allgemeiner Zweckverband, der nach und nach weitere Aufgaben übernahm. Die heutige Communauté de communes wurde Ende 2002 gegründet.
Mit Wirkung vom 1. Januar 2017 fusionierte der Gemeindeverband mit  
- Communauté de communes de la Région d’Albertville,
- Communauté de communes de la Haute Combe de Savoie und
- Communauté de communes du Val d’Arly

und bildete so die Nachfolgeorganisation Communauté d’agglomération Arlysère.

## Ehemalige Mitgliedsgemeinden
Folgende vier Gemeinden gehörten der Communauté de communes du Beaufortain an:
| Gemeinde          | Einwohner 1. Januar 2022 | Fläche km² | Dichte Einw./km² | Code INSEE | Postleitzahl |
| ----------------- | ------------------------ | ---------- | ---------------- | ---------- | ------------ |
| Beaufort          | 1.994                    | 149,5      | 13               | 73034      | 73270        |
| Hauteluce         | 741                      | 62,4       | 12               | 73132      | 73620        |
| Queige            | 901                      | 32,6       | 28               | 73211      | 73720        |
| Villard-sur-Doron | 683                      | 22,2       | 31               | 73317      | 73270        |